# Henry Bauchau
Hendrik (Henry) Bauchau (Mechelen, 22 januari 1913 – Louveciennes, 21 september 2012) was een Belgisch Franstalig schrijver.

## Biografie
Henry Bauchau was een kleinzoon van Ferdinand Smolders, burgemeester van Leuven. Hij studeerde rechten en werd beroepshalve advocaat. Tijdens de Tweede Wereldoorlog was hij actief in het verzet. Na de oorlog was hij aan de slag in België, Frankrijk en Zwitserland en verdeelde zijn tijd tussen de uitgeverswereld, de literatuur, het onderwijs en de psychoanalyse. Dit laatste zou zijn verdere toekomst bepalen. Hij werd therapeut en zette zich vanaf de jaren 1950 aan het schrijven. Hij schreef zowel romans als essays, poëzie, theater en schreef bijdragen in kranten. In 1975 vestigde hij zich definitief als psychotherapeut in Parijs.
Hij werd in 1990 lid van de Académie royale de langue et de littérature françaises de Belgique en ontving in 2002 de Prix Union Latine de Littératures Romanes. In 2008 werd zijn roman Le boulevard périphérique (vertaald door Kris Lauwerys als Maalstroom) bekroond met de Prix du Livre Inter.
Bauchau was de vader van de acteur Patrick Bauchau.